# Electorat
L'electorat està format pels electors que poden participar en una elecció (local, nacional, professional, etc.) i que, per tant, tenen dret a votar per a aquestes eleccions. Segons els països, aquests votants s'inscriuen a les llistes d'electors, ja sigui per acció voluntària, o automàticament si compleixen els criteris de sufragi. En alguns països, el carnet d'elector s'obté en el moment de la inscripció al cens electoral. Els electors són les persones o ciutadans d'un estat que elegeixen representants per representar-los en una democràcia. També se'ls coneix com a votants.
En política, l'electorat és el grup d'individus (o col·lectius) amb dret a vot en una elecció. El terme pot referir-se a:
- la totalitat de votants o l'electors
- els partidaris d'un grup, partit polític o individu en particular
- els electors d'una àrea geogràfica o Circumscripció electoral determinada

## El vot
La democràcia, que reconeix el cos electoral en la seva màxima expressió, és la forma d'estat a través de la qual el poble expressa el seu vot.
El vot és un mètode pel qual un grup de persones expressa un judici. Quan els membres del grup s'expressen com a individus, parlem de vot personal : és un dels principis fonamentals de les democràcies representatives modernes.
El grup de persones cridades a votar pot ser més o menys nombrós i, segons els casos, pot variar i incloure els participants d'una reunió així com els membres d'una circumscripció electoral i, per tant, d'una elecció.
Normalment la votació és una eina destinada a prendre una decisió després d'una discussió o debat, però -quan es tracta de l'òrgan electoral- és l'acte final d'una campanya electoral i consisteix en una votació de la qual se segueix la proclamació dels elegits en representació.

## El poble
El poble és l'element personal de l'Estat, i troba la seva sobirania en l'ordenament jurídic en la respectiva Constitució.
El cos electoral es presenta com la part activa del poble, és a dir, el conjunt de ciutadans que gaudeixen de l'electorat actiu, entès com el dret a constituir, mitjançant el vot, les circumscripcions políticament representatives del sistema.